# Mesa Verde
Mesa Verde es un lugar designado por el censo ubicado en el condado de Riverside en el estado estadounidense de California. En el año 2010 tenía una población de 1.023 habitantes.

## Geografía
Mesa Verde se encuentra ubicado en las coordenadas 33°36′12″N 114°43′32″O / 33.60333, -114.72556.